# جورج وينت هينسلي
جورج وينت هينسلي (بالإنجليزية: George Went Hensley)‏ (وُلِدَ عام 1880 وتوفى في 25 يوليو (تموز) من عام 1955) كاهن في واحدة من الكنائس الخمسينية الأمريكية. اشتهر هينسلي بترويجه لممارسة حمل الأفاعي. يعد هينسلي واحداً من السكان الأصليين في بلدة أباليتشيا وقد واجه تحولاً دينياً عام 1910 والذي نتج عن الترجمة الحرفية للكتاب المقدس وكنتيجة لذلك آمن هينسلي بأن العهد الجديد يطالب كافة المسيحيين بالتعامل مع الأفاعي السامة. علاوة على ذلك ترعرع هينسلي في أسرة كبيرة والتي تنقلت بين مدينتى تينيسي وفيرجينيا. لكنها استقرت في مدينة تينيسى قبل مولد هينسلي.
وقام هينسلي بعد التحول الديني الذي تعرض له بالسفر إلى شمال شرق الولايات المتحدة ليدرّس مبدأ من مبادئ الكنيسة الخمسينية. هذا المبدأ الذي يؤكد على ضرورة الاتصال الشخصي المتكرر والمقدس بالأفاعى السامة. على الرغم من كونه أمياً فقد استطاع أن يصبح كاهناً في كنيسة الإله في كليفيلاند في تينيسي عام 1915. وبعد التنقل في مدينة تينيسي لسنوات عدة وهو يعمل راهباً استقال من عمله في هذه الكنيسة عام 1922. تزوج هينسلي أربع مرات وأنجب ثلاثة عشر طفلا كما عانى هينسلي العديد من الصراعات بينه وبين عائلته. وقامت هذه الصراعات لأسباب تناولتها زوجاته الثلاث الأوائل لطلب الطلاق منه وهي السكرة وكثرة السفر وانعدام القدرة على توفير دخل ثابت. بالإضافة إلى ذلك فقد تم إلقاء القبض عليه في تينيسي بتهم متعلقة بالمنتجات الكحولية خلال «عصر التحريم» وتم ترحيله إلى الإصلاحية وبعدها فر إلى دولته. سافر هينسلى إلى أوهايو حيث قدم خدمات نشطة على الرغم من أن هينسلي وعائلته لم يعتادوا المكوث في مكان واحد لفترة طويلة. وقد عُرِفَت الكنائس التي أنشأها هينسلي في تينيسي وكنتاكي باسم «كنيسة الإله مع علامات تابعة». بدأت خدماته باجتماعات قليلة العدد يقيمها في المنازل حتى وصلت إلى تجمعات هائلة والتي كان من شأنها أن تجذب انتباه الوسائل الإعلامية بالإضافة إلى جذب عدد هائل من الحضور. قدم هينسلي خدمات عديدة إلا إنه جمع قدراً ضئيلاً من المال، كما تم إلقاء القبض عليه مرتين على الأقل بتهمة انتهاك القوانين المتعلقة بحمل الأفاعي. خلال فترة عمله كاهناً في الكنيسة، أشار هينسلي إلى أنه تلقى العديد من اللدغات من الأفاعي دون حدوث أية أضرار ووصولاً إلى نهاية عمله أحصى هينسلي عدد اللدغات التي تلقاها ونجا منها والتي قدرت ب400 لدغة.
في عام 1955 وبينما كان هينسلي يمارس عمله في فلوريدا أصيب بلدغة أفعى ومرض مرضا شديدا. في الوقت نفسه رفض هينسلي أية جهود طبية وتوفي في اليوم التالي. بالرغم من إخفاقاته الشخصية فقد استطاع إقناع العديد من النزلاء في بلدة أباليتشيا الريفية أن ممارسة حمل الأفاعي رسالة من الإله. ونتيجة لذلك استمر تابعوه في الترويج لهذه الفكرة حتى بعد وفاته. على الرغم من أن ممارسة حمل الأفاعي تطورت بشكل فردي في بعض الكنائس الخمسينية فإن هينسلي أتيحت له الفرصة في نشر تلك العادة في شمال شرق الولايات المتحدة.

## بداية حياته
روى هينسلي لأولاده أن أصله ينتمى إلى فرجينيا الغربية وأن جذور عائلته كانت من بنسلفانيا. ففي الواقع عاشت عائلته في مقاطعة هوكنيز في شرق تينيسي عام 1880. يجادل المؤرخ دايفيد كيمبروف أن هينسلي وُلِدَ في ذلك العام، وكان هينسلي واحدا من بين ثلاثة عشر طفلاً. وفي نفس العام عاش هينسلي في تينيسى بين مقاطعة هوكنيز ومقاطعة لندن. وفي عام 1890 عاشت عائلته في بيج ستون جاب حيث شاهد امرأة عجوز تمارس حمل الأفاعي خلال الخدمة النشطة في معسكر بجانب منجم للمعادن. كانت والدة هينسلي وأخواته متدينين، وقد نشأ هينسلي معمدانياً. وترك هينسلي الكنيسة المعمدانية عام 1901 - وهو نفس العام الذي تزوج فيه أماندا وينجر. ورحل الزوجان إلى مزرعة أخيها في أولتيواه التي تعادل 400 فدان أو 1.6 كم2 حيث يعيشون هناك في كوخ. ومن ثم حصل هينسلي على عمل في إحدى مناجم المعادن القريبة منه، حيث كان معاوناً لشقيق زوجته في الأعمال الخشبية وتورط في تهمة صناعة الخمور غير الشرعية التي عادة ما كانت تمارس في ذلك الإقليم. وتعرض هينسلي لتحول ديني عندما حضر قداس العنصرة في كنيسة الإله في أولتيواه وكان هذا من تخطيط ابن مبشر مسيحي في سن المراهقة. وبعدها هجر الكحول والتبغ. حتى صداقته مع هؤلاء الذين وصفهم ب«الدنيوية» قد هجرها.

## الكهنوتية
كان هينسلي في البداية راضٍ بخبراته في كنيسة الإله، ولكن سرعان ما بدأ يتسائل هل يحيى حياة أخلاقية سليمة؟. فقد ركز انتباهه على جزء معين من إنجيل البشير مرقس(الإصحاح 16) 17_18 " وهذه الآيات تتبع المؤمنين يخرجون الشياطين بإسمى ويتكلمون بألسنة جديدة. يحملون حيات".أثارت هذه الأية لدى هينسلي فكرة أنه من الممكن لكل المسيحيين أن يتعاملوا مع الأفاعي دون أي ضرر. ورجح رولف دبليو هود وباول ويليام سون بالإضافة إلى ابن من أبناء هينسلي أن انهماك هينسلي بهذه الآية سببها أنها أعادت له ذكريات طفولته وهو يراقب حمل الأفاعي في فيرجينيا. وبعد ذلك ظهرت لدى هينسلي بعض الشكوك حول قبول توبته فأسرع إلى هضبة قريبة، وشرع في صلاته واستعان بقدرة الرب. خلال مقابلة صحفية عام 1947 أشار هينسلي أنه أثناء حركته على هذه الهضبة شاهد أفعى، فانحنى على ركبتيه وإلتقطها ومن ثم أخذها إلى الكنيسة وطلب المغفرة من الجموع الموجود هناك وقتها لإنه استطاع الإمساك بإحدى الأفاعي. كانت التجربة الأولى لهينسلي في حمل الأفاعي ما بين 1908 و1914 وبعدها مارس هينسلي عدة خدمات بشأن حمل الأفاعي في المناطق الريفية في تينيسي. وفي إطار آخر،  أشار مؤيدوه أن الصحوة بدأت مع بداية توليه لمنصب الكاهن، ولكن كان هذا الإدعاء محل شك بالنسبة للمؤرخين. في بداية الأمر لم تعارض كنيسة الإله خدمات هينسلي بشأن حمل الأفاعي وحتى في عام 1914 أقام اجتماع خاص بحمل الأفاعي مع قس في كنيسة الإله في كليفيلاند، تينيسى. في العام التالي أصبح هينسلي بصفة رسمية كاهناً في كنيسة الإله،  ولكنه أسند مهمة إنهاء فبركة أوراقه المتعلقة بكونه أمياً إلى مساعدة زوجته.
على الرغم من حفظ هينسلي لبعض أيات الإنجيل المقدس،  فقد إدعى أنه يتلقى وحى إلهي أثناء كلامه. وبعد تولي هينسلي رسمياً منصبه في كنيسة الإله، قدم للكنيسة خدمات لمدينة تينيسي بأكملها. وشملت تلك الخدمات خدمات تنشيط الجمعيات العامة في الكنائس. وأوعظ هينسلي بفكرة الاغتسال المعمداني بالماء المبارك وهي وسيلة من وسائل الكنائس الخمسينية التي تشير إلى اكتساب خبرة روحية إضافية بعد التحول الديني. عادة ما كانت الرسائل الإخبارية لدى كنيسة الإله تتحدث عن هينسلي الكاهن. كما ساهمت زوجته أماندا بكتابة مقال عنه. وفي عام 1910 كان من المعتقد أن هينسلي يقود بعض الكنائس في وادى جراس هوبر_ الواقعة شمال غرب كليفيلاند وفي كليفيلاند وبيرشوود في تينيسي.
كان هينسلي قصير القامة، ومعسول اللسان وكان أيضا ودوداً مع هؤلاء المواظبون على الذهاب إلى الكنيسة. وكان معظم هؤلاء المواظبون في عهد هينسلي من الزراع وعمال المناجم من جبال الأبالاش. وكان هؤلاء المصلون يذهبون إلى الكنائس عن طريق ركوب الخيول أو سيارة فورد موديل أ. على الرغم من أن العديد من هؤلاء كانوا أصحاب خلفية عن كنائس العنصرة المقدسة، فهم لم يألفوا فكرة ممارسة حمل الأفاعي. علاوة على ذلك فإن  بيرثا- أخت هينسلي والتي عاشت في أوهايو كانت أيضا صاحبة منصب رسمى لتكون كاهنة في كنيسة الإله. وفي عام 1922، شارك هينسلي بعض خدماته مع أخته. وفي غضون ذلك الوقت تم نشر العديد من المقالات الموثقة عن فترة كهونة هينسلي في الرسائل الكتابية الإخبارية للكنيسة وفي عام 1920 كانت ممارسة حمل الأفاعي مرتبطة بخدمات كنيسة الإله.

### الاستقالة والعودة للكهنوتية
عام 1922‘ استقال هينسلي من عمله في كنيسة الإله  مشيرا إلى "مشكله في منزله. كانت تلك الاستقالة سبباً في وصول ما يسمى بممارسة حمل الأفاعي إلى الذروة. إنفصل هيتسلي عن زوجته أماندا في ذلك الوقت ويرجع هذا إلى طبعه حيث كان سريع الغضب وكثرة سكره.وفي عام 1923،  تم إلقاء القبض على هينسلي بتهم متعلقة بصناعة الخمور وحكم عليه بالسحن أربعة شهور ودفع 100 دولار غرامة.(بالطبع حدث ذلك في عصر التحريم عندما لم يكن إنتاج الكحول وإستخدامه مشروعاً في الولايات المتحدة). علاوة على ذلك، فبدلاً من سجنه، سمحوا له بعقوبة أخرى وهي الخدمة في إصلاحية سيلفرديل. ومن ثم حاول هينسلي الانتماء إلى مجموعة من السجناء الهاربين ولكنه لم يفلح فقد لاحظ الحراس هذا وأسندوا إليه مهاما أخرى. وعندما تم إرساله ذات مرة إلى بئر ماء قريب،  حاول الهرب وتجنب إمساكه مرة أخرى. من المحتمل أنه فعل هذا عندما قام بالاختباء في الجبال القريبة من مزرعة أخته في أولتيواه. وخلال فترة هروبه تم إلقاء القبض عليه وإطلاق سراحه ولكن بتهم لا تتعلق ببعضها. ولكنه في النهاية هرب إلى تينيسي حيث منزل أخته في أوهايو.
بعد وصول هينسلي إلى أوهايو، عاد إلى عمله الشخصي بصفته كاهناً واستكمل خدماته في المنطقة. ولأنه أمي، فقد كانت بيرثا تساعده عن طريق قراءة أجزاء من الإنجيل أثناء القيام بخدماته التي بعدها سيلقى خطبة تتضمن موضوعا قائم على هذه الأيات. كما دعا أيضا إلى ما يسمى العلاج بالإيمان في هذه الفترة. ثم مكث عدة سنوات في أوهايو وإنفصل عن أماندا عام 1926.
خلال عمل هينسلي كاهنا في كنيسة جيش الخلاص في أوهايو عام 1926، قابل هينسلي إيريني كلونزينجر. وبالرغم من أن عمره يفوق عمرها ب 25 عاما إلا أنهما تزوجا عام1927. وبعد حفل الزفاف انتقلوا إلى واشنطن فيل في أوهايو بالقرب من أحد إخوة هينسلي. وهناك استطاع هينسلي الحصول على عمل في منجم للفحم وهناك أيضا قامت إيريني بوضع أول مولود لهما. ثم انتقلوا بعد ذلك إلى مالفيرن، في أوهايو حيث وضعت الزوجة ثانى مولود لهما.
في عام 1932، انتقل هينسلي وعائلته إلى بانيفل، في كنتاكي وذلك بعد أن شاهده رجل ديني عادي وهو يمارس حمل الأفاعي في شاتانوجا ومن ثم قام بحثه على الذهاب إلى هذه المنطقة. ثم عاد إلى عمله بصفته كاهناً. وأقام هيتسلي كنيسة الإله في بانفيل بمفرده وميزها بكونها كنيسة «عنصرة مجانية». على صعيدٍ أخر، استمر هينسلي في التنقل. وقد أعزى توماس بورتون بهوس التجول. وفي يوليو 1935، وضعت إيريني مولود جديد في بنينجتون جاب في فيرجينيا وبعدها بشهر قطنوا بشارع تشارليز بفيرجينيا حيث مارس هينسلي خدمات حمل الأفاعي من جديد في هذه المنطقة. واستطاع بنجاح جذب الجماهير إلى ما يدعو إليه. وفي نورتون بفيرجينيا، بالرغم من أن ممارسة هينسلي أدت إلى نوعا من الارتباك بسبب وفاة طفل من بين المشاهدين بلدغة أفعى، فإن عدد الحضور كان 500.
في عام 1936، أنشأ هينسلي بيتاً على سطح مقطورة ثم ساق بالمقطورة إلى فلوريدا ليقيم خدماته النشطة. بحلول شهر مارس من نفس العام، وصل هينسلي إلى تيمبا، فلوريدا حيث جذب أكثر من 100 شخص إلى خدمات ممارسة حمل الأفاعي. سافر هينسلي إلى بارتو، فلوريدا حيث حضر أكثر من 700 شخصاً أحد لقاءاته التي يعقدها في الخيام. ومن ثم عمل هينسلي كاهناً في بلومينجديل، فلوريدا قبل السفر في اّخر نيسان إلى الشمال في مقاطعة بارو، جورجيا. خلال القيام بإحدى الخدمات في بارو، أصيب مزارع شاب بلدغة أفعى ومرض. صرح هينسلي لدى الصحفيين أن الشاب أصيب بلدغة الأفعى لأنه «لم يكن مؤهلاً بالدرجة الكافية للتعامل مع مثل هذه القوة الجليّة». كما ظن هينسلي أن الشاب سيشفى بمعجزة، ولكنه توفي. سجلت وفاة الشاب أول حالة وفاة بلدغة أفعى تحدث خلال خدمات هينسلي. أدى هينسلي جنازة الشاب وفر من المنطقة خوفاً من إستدعاؤه للمثول أمام المحكمة. أدانت الصحف المحلية تصرف هينسلي اّنذاك.
علاوة على ذلك، سافر هينسلي إلى أوهايو لإحضار إحدى أبنائه للعيش مع أختٍ له من إيرينى خلال فترة الدراسة. عاد هينسلي بعدها إلى بانفيل حيث عمل محصل للتذاكر بالسكة الحديد، ثم كاهناً في كنيسة الإله بشرق بانفيل. تم إلقاء القبض على هينسلي بتهمة ممارسة حمل الأفاعي. انتقل إلى نوكسفيل، تينيسي عام 1939 وسرعان ما اشترى مزرعة بالقرب من نوكسفيل.

### الكهنوتية في تينيسى وسنوات عمره الأخيرة
عاش هينسلى في تينيسى على أقل تقدير حتى عام1941. وبعدها انتقل إلى إيفانسفيل في إنديانا. وذلك بعد انفصاله عن زوجته إيرينى. كما عاد هينسلى إلى أولتيواه عام 1943. بعد أن مكث فترة وجيزة في بانفيل. عاش هينسلى هناك مع أفراد عائلته، وأقام العديد من الخدمات الدينية. ومع ذلك، فإن ممارسة حمل الأفاعى فقدت شعبيتها منذ أواخر عام 1920، في حين أن المجموعات المروجة لمذهب اللاثالوثية حاذت على شعبية أكثر. حيث قامت العديد من الكنائس في هذه المنطقة بمنع الممارسين لحمل الأفاعى من الحصول على عضويتهم.
وفي عام 1943، وصل رايموندهايس_شاب مؤيد لتعاليم هينسلى_ إلى منطقة أولتيواه، وبدأ بنجاح في الترويج لممارسة حمل الأفاعى. ومن ثم بدأ هينسلى وهايس العمل في كنيستهم معاً عام 1945، وأطلقوا عليها اسم" كنيسة الإله المباركة وعلامات تابعة"Church Of God With Signs Following". مؤخراً في نفس العام، أصيب واحد من أعضاء الكنيسة بلدغة أفعى ومات. ومع ذلك، استمرت بقية أعضاء الكنيسة في ممارسة حمل الأفاعى حتى في جنازة هذا الرجل الذي مات إثر الإصابة من لدغة الأفعى. بدت حادثة وفاة هذا الرجل على أنها قدر محكوم من الإله بغرض اختبار قوة إيمان المصلين وكى يثبت لغير_المؤمنين أن هذه الأفاعى بالفعل خطيرة. في ذلك العام، تم إلقاء القبض على هينسلى بتهمة ممارسة حمل الأفاعى في تشاتانوجا، تينيسى. وكان عليه أن يدفع 50$ غرامة، ولكنه رفض الدفع حتى عندما هددوه بتنفيذ عقوبته في الإصلاحية. لكن القوات أطلقت سراحه بعدما ناشد أعضاء الكنيسة السلطات بشأن إطلاق سراحه.
استمر هينسلى في السفر حول تينيسى، وإستقبله أشخاصاً ممن يعرفون الكثير عن ماضيه إستقبالاً يحمل معنيان. فالبعض من هؤلاء كان يرغب في أن يسامح هينسلى ويرحب به بصفته كاهناً مرة أخرى. ولكن هذا لم يمنعه من بقاءه بعيداً عن عائلته. في عام 1944، رأى روسكو سو _ابن لهينسلى وعمل كاهناً أيضاً فيما بعد_ والده وهو يلقى خطبة، ولكنه لم يشاهد أباه قط وهو يمارس خدماته.
في عام 1946، تزوج هينسلى للمرة الثالثة، ولكن إينز هوتشينسون_زوجته_ تركته بعد مضى أقل من عام على زواجهما. بعد الانفصال بدأ هينسلى في الوعظ في تشاتانوجا. وأثناء القيام بخدماته، بدأ هينسلى في التأكيد على أنه شفى بمعجزة بعدما أصيب بالشلل لمدة عام كامل إثر حادثة تعرض لها في منجم للفحم. وعلى النقيض، قام كيمبروف بدحض مزاعم هينسلى حول ذلك الأمر مستنداً إلى عدم وجود فجوة لمدة عام كامل في تاريخ تحركات هينسلى وكهنوتيته النشطة. استمر هينسلى في العيش في تشاتانوجا حتى بداية عام 1950، ومن ثم انتقل إلى أثينا، جورجيا وعاش فيها من بداية عام 1950 حتى منتصفه.

## حياته الشخصية
كان هينسلى أباً لثمانية أطفال من أماندا زوجته الأولى، ثم إنفصل عنها عام 1922. صرح أحد أبناء هينسلى أن الانفصال حدث بعد حادثة كان هينسلى فيها مخمور وعندها قام بضرب أحد جيرانه. ومن ثم غدرت أماندا هذه المنطقة كما حصلت على فرصة عمل في مصنع للملابس المحبوكة في تشاتانوجا، ولكنها سرعان ما مرضت بشدة وبيت على فراش المرض. وسافر إليها إخوتها وأخواتها لرعايتها في تشاتانوجا.
كان لدى هينسلى خمسة أطفال من إيرينى، زوجته الثانية. كانت إيرينى من عائلة لوثيرن المرفهة من أصل ألمانى، لكن يدعى البعض أنها كانت تعانى من لعنة. ولطالما تمنت هي وعائلتها أن يتمكن هينسلى من تحريرها من تلك اللعنة. ولكن لم ينجح هينسلى في تحقيق ذلك الأمر. كان الزواج ملئ بالقلاقل بسبب بقاء هينسلى عاطلاً بالإضافة إلى سوء معاملة هينسلى لزوجته. وبعدها حصل هينسلى على عمل مؤقت في أعمال القرمدة. ولكن هذا لم يكن كافياً لتتوقف مساعدات عائلة إيرينى لهما. فقد إضطرت عائلتها لذلك; فكانت والدتها توفرلهم الملابس. بعد 7 سنوات من زواجهما إنفصلت إيرينى عن هينسلى وعادت إلى عائلتها. عادت إيرينى بعد ذلك إلى هينسلى مجدداً وتصالحوا مرة أخرى. كما أشار أحد أبناءهم أن إيرينى كانت أكثر تديناً من زوجها لأن هينسلى طالما كان يتصنع الحديث عن الأمور الروحانية في وجود قادة الكنيسة فقط. علاوة على ذلك،  إنفصل هينسلى عن إيرينى مرة أخرى عام 1941. ولكن هذه المرة لم يكن سبب الانفصال معروفاً. بالرغم من إدعاء أحد أبنائهما أن إيرينى هددت زوجها بالإبلاغ عنه لإلقء القبض عليه أنذاك. ومع ذلك إتفقوا مرة أخرى بعدما وعد هينسلى زوجته بالبحث عن وظيفة ثابتة ومن ثم عادت الأسرة جميعها إلى بانفيل. من ناحية أخرى، رغب هينسلى في ترك أولاده في دار للأيتام كى تستطيع إيرينى السفر معه، ولكن إيرينى رفضت ذلك. تركت إيرينى زوجها مرة أخرى بعد أن قامت أختها بزيارتها. ذهبت إيرينى وأطفالها للعيش مع أطفال هينسلى من زوجته الأولى. كان الانفصال بينهما عام 1943. بعدها توفت إيرينى إثر أمراض معقدة عقبتها جراحة بسبب تضخم التورم الدرقى. حضر هينسلى الجنازة ثم قام زار أطفاله ثم رحل بمفرده ولم يعد مجدداً.
من ناحية أخرى، قابل هينسلى إينز هوتشينسون_أرملة وأم لعشرة أطفال_ عام 1946 عندما كان يمارس خدماته في سودى ديزى‘ تينيسى. قبلت إينز مذهب حمل الأفاعى بعد حديثها مع هينسلى. وبسرعة عرض هينسلى عليها الزواج ووافقت على ذلك. عاش الزوجان لعدة أشهر في منطقة سودى ديزى. تمنى هينسلى أن تسافر زوجته معه وتقرأ من الإنجيل في الوقت الذي يقوم فيه هينسلى بممارسة خدماته، إلا إنها رحلت عنه بعد مرور أقل من عام على زواجهما. ولم يجتمع شملهما مرة أخرى. أما في عام 1951‘ تزوج هينسلى من سالى نورمان في تشاتانوجا. بعد الزواج سافرت سالى مع هينسلى حيث كان كاهناً في تينيسى وكنتاكى.

## وفاته
في أول شهر يوليو عام 1955‘ بدأ هينسلى سلسلة متتابعة من اللقاءات في منطقة قريبة من ألثا‘ فلوريدا كما استغنى هينسلى عن استخدام الأفاعى لمدة لمدة ثلاثة أسابيع وذلك  قبل حصوله على أفعى_ يبلغ طولها حوالى 5 أقدام وهو ما يعادل 1.5 متر. أخذ هينسلى تلك الأفعى وحضر بها أحد خدماته التي تعقد بعد ظهيرة يوم الأحد في يوم 24 من الشهر نفسه. اجتمع العشرات من الناس في محل مهجور للحدادة لمشاهدة هينسلى. كما ألقى هينسلى خطبة موضوعها عن الإيمان أثناء القيام بخدماته. وعندها أخرج الأفعى من علبة لدهن الخنزير حيث كان يختزنها بداخلها. ومن ثم قام بلفها حول عنقه‘ وأخذ يحك الأفعى في وجهه. أخذ هينسلى يمشى بين الجماهير التي تراقبه وهو يستكمل خطبته. وبعدما انتهى أعاد الأفعى إلى العلبة. وعند قيامه بإعادتها‘ أصيب بلدغتها في معصمه. بعد مرور دقائق قليلة‘ بدأت علامات المرض تظهر على هينسلى فكان يعانى من ألم شديد كما تغير لون زراعه بالإضافة إلى تقيؤ دموى.
علاوة على ذلك‘ رفض هينسلى الرعاية الطبية بالرغم من إستمرار الألم. كما نصحه البعض بأن يسعى ليتلقى العلاج من المصلين أو من شريف مقاطعة كالهون. كما صرح شاهد عيان على أن هينسلى أعزى سبب معاناته إلى قلة إيمان المصلين  على الرغم من أن زوجته سالى صرحت بأنها تؤمن أن هذه هي إرادة الإله. توفى هينسلى في الصباح الباكر من اليوم التالى. كما أعتبر الشريف مقاطعة كالهون وفاته على أنها انتحار.
و من ثم سافر أقارب هينسلى من تينيسى إلى فلوريدا لحضور الجنازة حيث عزفت موسيقى الريف. تم دفن هينسلى بعد يومين من وفاته في مقبرة تبلغ 2 ميل وهو ما يعادل 3.2 كم من محل الحدادة المهجور حيث أصيب بلدغة أفعى. بعد الجنازة، اجتمع عدد من المصلين وأعلنوا عن نيتهم في الإستمرار في ممارسة حمل الأفاعى. بالإضافة إلى إصرار زوجته سالى على الإستمرار في نشر تعاليم زوجها مشيرةً إلى أنها بعد الحادثة لم نفقد (ذرة من إيمانها).

## اللاهوتية
كانت لاهوتية هينسلى مطابقة لأساسيات الكنائس الخمسينية. بغض النظر عن ممارسته لحمل الأفاعى. كانت تعاليمه بشأن التقديس الروحى تستدعى تشابهاً مع مذاهب تقاليد سلن القداسة. كما أدان هينسلى في خطبه عدد من الممارسات الاّثمة مثل: القمار‘و استخدام الكحوليات‘ ووضع أحمر شفاه، ولعب كرة القاعدة.
تمثل الاّيات ال17و ال18 جوهر تعليلات هينسلى لممارسته حمل الأفاعى وعدد من الأنشطة السحرية المختلفة. حيث تناول هينسلى السموم أثناء القيام بخدماته بما فيهم الإستركنين وحمض الكبرتيك. ترجم هينسلى هذه الاّيات على أنه أمر وليس بكونها بعض الملاحظات لأحداث تحدث في حياة بعض تلاميذ المسيح، كما ترجمها بعض المسيحيون قديماً. وبممارسة هينسلى لحمل الأفاعى، شعر أنه جزء من التقاليد المستمرة التي ترجع جذورها إلى أحكام العهد الجديد. علاوة على ذلك، فقد عزز هينسلى قدرته على حمل الأفاعى شديدة السميَة كدليل على الخلاص الروحى وإيمانه الراسخ. كما ربط ممارسته بالخطاب الأجوف. فحمل الأفاعى بالنسبة لهينسلى هو تأكيد يومى على قدرة الإله على إنقاذ البشر بطريقة خارقة من الخطر. فكان هينسلى عادةً ما يعطى الأفاعى دور الشياطين  كى يمثل غير المؤمنين الذين يرفضون مشاهذة حمل الأفاعى. كما ترجم تلك المعضلات الشرعية التي واجهها على أنها اضطهاد دينى.

## التراث
حاول العديد من الكتّاب أن يرمزوا إلى شخص واحد_ هو في الغالب هينسلى_ على أنه رائد الممارسة الدينية لحمل الأفاعى في جبال الأبالاش. على الرغم من تأكيد العديد من هؤلاء الكتّاب على دور هينسلى العظيم في الترويج لممارسة حمل الأفاعى. أشار كيمبروف إلى أن الإدعاءات بأن هينسلى هو مؤسس هذه الفكرة غير مثبتة بأبحاث. علاوة على أن ملاحظة ذلك أمر غير واضح. كما أضاف كلاً من هود وويليام سون أن بدايات طقوس الكنيسة الخمسينية بشأن حمل الأفاعى لا يمكن أن تنتمى إلى إنساناً بعينه. وأ ن الملاحظة التي إتبعها الكتّاب ما هي إلا اجتهادات فردية في مواقف معينة. لا أحد ينكر فضل هينسلى في نشر ممارسة حمل الأفاعى الخاصة بالكنائس الخمسينية في نطاق شرق الشمال. كما أن التغطية الإعلامية حول كهنوتية هينسلى كانت مؤثرة في حث العديد من الكنائس لممارسة حمل الأفاعى كجزء من خدماتها.
كما ركزت التغطية الإعلامية لهذه الحركة على القادة ذو الشعبية من أمثال هينسلى. وأعطت اهتماماً لوفاة الكهناء إثر لدغات الأفاعى. استمر مارسو حمل الأفاعى في الرمز لهينسلى على كونه رجل عظيم. سجل كيمبروف نقاشاً له مع أحد مؤيدى حمل الأفاعى والذي تغاضى عن أخطاء هينسلى الشخصية حول التزيفات المختلقة مركزاً على أن تأييده، وقيادته، وشخصيته البطولية من أهم عوامل تطوير هذه الحركة.

## كتب
- Burton، Thomas G. (1993). Serpent-handling Believers. Knoxville, Tennessee: University of Tennessee Press. مؤرشف من الأصل في 2021-02-26. {{استشهاد بكتاب}}: الوسيط |ref=harv غير صالح (مساعدة) والوسيط غير المعروف |الرقم المعياري= تم تجاهله يقترح استخدام |ردمك= (مساعدة)
- Hill، Peter C.؛ Hood، Ralph W.؛ Williamson، William Paul (2005). The Psychology of Religious Fundamentalism. New York, New York: Guilford Press. {{استشهاد بكتاب}}: الوسيط غير المعروف |الرقم المعياري= تم تجاهله يقترح استخدام |ردمك= (مساعدة)
- Hood، Ralph W.؛ Williamson، William Paul (ديسمبر 2004). "Differential Maintenance and Growth of Religious Organizations Based upon High-Cost Behaviors: Serpent Handling within the Church of God". Review of Religious Research. ج. 46 ع. 2: 150–68. DOI:10.2307/3512230.
- Hood، Ralph W.؛ Williamson، William Paul (2008). Them That Believe: The Power and Meaning of the Christian Serpent-handling Tradition. Berkeley and Los Angeles, California: University of California Press. {{استشهاد بكتاب}}: الوسيط غير المعروف |الرقم المعياري= تم تجاهله يقترح استخدام |ردمك= (مساعدة)
- Kimbrough، David L. (2002). Taking Up Serpents: Snake Handlers of Eastern Kentucky. Macon, Georgia: Mercer University Press. {{استشهاد بكتاب}}: الوسيط |ref=harv غير صالح (مساعدة) والوسيط غير المعروف |الرقم المعياري= تم تجاهله يقترح استخدام |ردمك= (مساعدة)
- Leonard، Bill J. (1999). "The Bible and Serpent Handling". في Williams، Peter W. (المحرر). Perspectives on American Religion and Culture. Malden, Massachusetts: Wiley-Blackwell. {{استشهاد بكتاب}}: الوسيط |ref=harv غير صالح (مساعدة) والوسيط غير المعروف |الرقم المعياري= تم تجاهله يقترح استخدام |ردمك= (مساعدة)
- Times–News staff (27 يوليو 1955). "Faith Remains Despite Fatal Bite of Chief". Times–News. Hendersonville, North Carolina. ص. 3. مؤرشف من الأصل في 2019-10-17. اطلع عليه بتاريخ 2012-02-02.{{استشهاد بخبر}}:  صيانة الاستشهاد: ref duplicates default (link)